# Muggiò

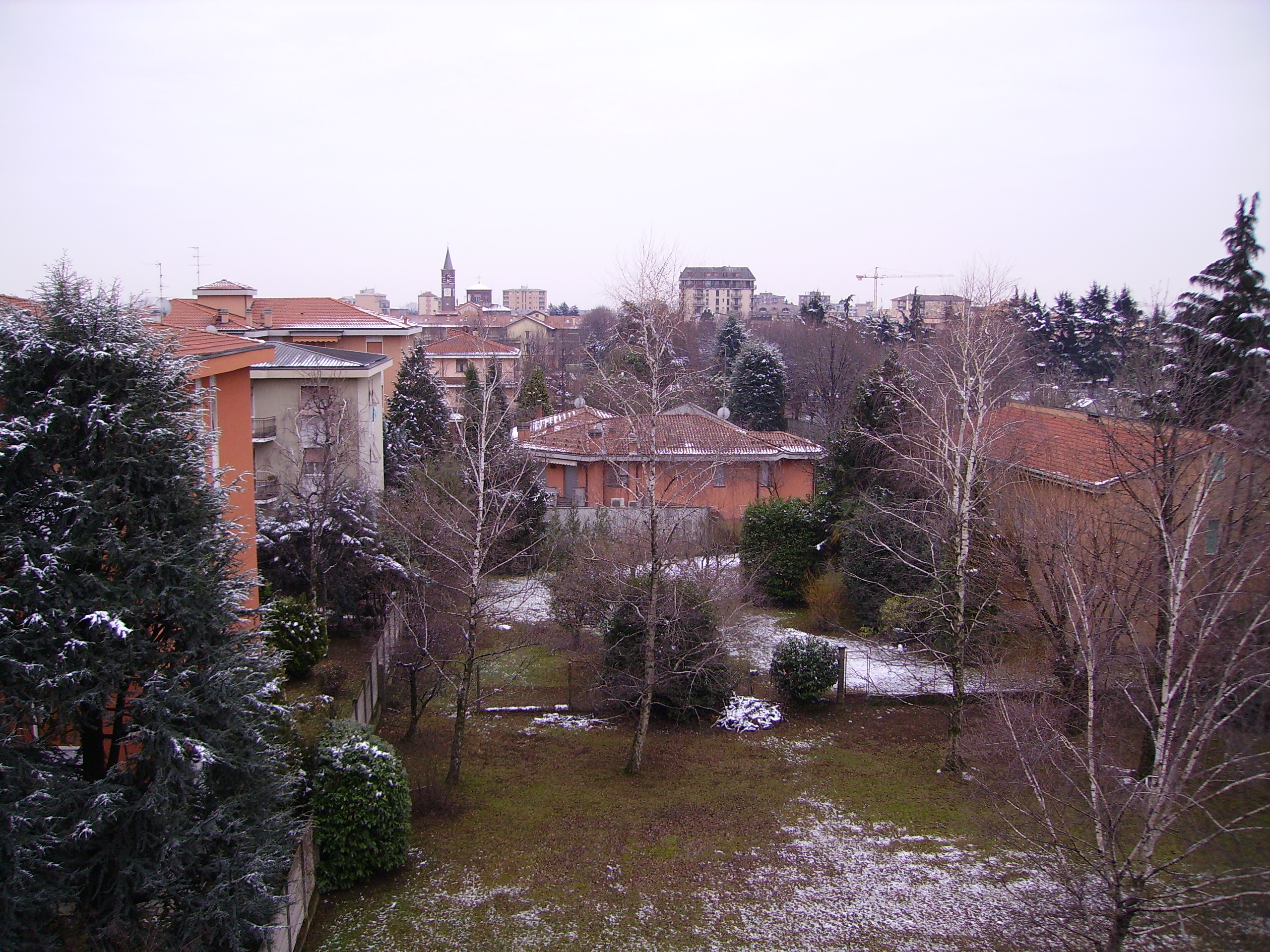
Muggiò

Muggiò is een gemeente in de Italiaanse provincie Monza e Brianza (regio Lombardije) en telt 22.255 inwoners (31-12-2004). De oppervlakte bedraagt 5,5 km², de bevolkingsdichtheid is 4096 inwoners per km².
De frazione Taccona maakt deel uit van de gemeente Muggiò.

## Demografie
Muggiò telt ongeveer 8590 huishoudens. Het aantal inwoners steeg in de periode 1991-2001 met 4,0% volgens cijfers uit de tienjaarlijkse volkstellingen van ISTAT.
| Jaar | Inwoneraantal |
| ---- | ------------- |
| 1991 | 20.393        |
| 2001 | 21.207        |

## Geografie
De gemeente ligt op ongeveer 186 m boven zeeniveau.
Muggiò grenst aan de volgende gemeenten: Lissone, Desio, Monza, Nova Milanese, Cinisello Balsamo.